# Бяла книга
Бялата книга за езиковия спор между България и Република Северна Македония се появява като резултат от констатираната слабост в българската позиция по отношение на бъдещата евроинтеграция на Скопие, която анонсира системното унищожаване или фалшифициране на българското културно-историческо наследство и нарушаването на човешките права в миналото и днес, но не предоставя конкретни примери пред нашите външнополитически партньори.
Изследването е написано от трима автори от Република Северна Македония, трима от България и по един от Албания и Сърбия. В авторския екип, ръководен от доцент д-р Спас Ташев от Българска академия на науките, участват Владо Тренески, Деян Танчовски и Илия Стояновски от Република Северна Македония, Ерлин Аго от Албания, Иван Николов от Сърбия, Методий Иванов и д-р Румен Сребранов от България. Рецензенти са проф. д-р Ана Кочева и доц. д-р Лиляна Василева.

## Описание
В книгата се проследява историческото развитие на българския език. Особено внимание е обърнато на появата на съвременния български книжовен език и ролята на българските възрожденци, родени на територията на днешната Република Северна Македония. Показани са съвременните фалшификации, които се насаждат сред подрастващото поколение чрез актуалните към момента учебници. Дадени са примери на унищожаване на български културно-исторически паметници. Разкрит е масовият характер на репресиите при налагането на тези фалшификации, като са дадени и конкретни примери от документи на МВР в Скопие, удостоверяващи преследването на българския книжовен език в наши дни.
- В първата глава се разглежда развитието на българския език през Първото българско царство (681 – 1018), по време на византийското владичество (1018 – 1185) и през Второто българско царство (1185 – 1396), както и състоянието на българския език по време османското владичество. Акцентирано е на развитието на езика през Възраждането и на кодификацията му чрез участие на представители, носители на различни народни говори.
- Във втора глава се разглежда кодификацията на „македонския“ език, както и правописната реформа в България през 1945 г., с която Българската комунистическа партия нанася непоправим удар върху писменото единство на българските говори. Авторите ни запознават подробно с работата на езиковите комисии в Скопие и със съдбата на несъгласните във Вардарска Македония с кодификацията, както и със съпротивата и отхвърлянето на скопската писмена норма в Беломорска и Пиринска Македония и в Албания след 1948 г.
- В трета глава са показани примери от актуалните към 2020 г. учебници в Република Северна Македония за натрапване на лъжата за историческия континуитет на „македонския“ език. Направени са съпоставки на лъжливите твърдения и фалшификациите с оригиналите.
- В четвърта глава се разглежда днешната езикова ситуация в Република Северна Македония. Разгледан е проблема със състоянието на правата на човека в Република Северна Македония и перспективите пред междудържавните отношения.

В края на книгата са включени 6 приложения, в които нагледно са представени факти за езиковото богатство и единство на българските диалекти, за фалшификациите на книжовни паметници от страна официални представители на научните, медийни и обществени кръгове в Република Северна Македония, за унищожаването и фалшификациите на каменни надписи от българското културно-историческо наследство от географска област Македония, за изданията с автентичен български фолклор, чиито автори са родени в географска област Македония, за неизвестни на широката общественост моменти от историята на ранните македонисти и няколко статистически извадки от османските архиви за населението в някои райони на географска област Македония.
За разлика от хартиеното издание на Бялата книга, в електронния вариант всички приложения са поместени в техния пълен обем и с цветни илюстрации.

## Цели
Книгата има за цел да покаже пред българската и чуждестранната общественост, която не познава българския език, и пред обществото в Република Северна Македония, което е подложено от десетилетия на изопачена представа за собствения си език, следното:
- Извършеното тотално фалшифициране и манипулативно интерпретиране в Скопие на документи, свързани с миналото на езика на територията на географската област Македония;
- Системното нарушаване на правата на човека при изграждането и утвърждаването на скопската писмена норма и съвременната македонска идентичност;
- Да разкрие днешното състояние на езиковата ситуация в Република Северна Македония;
- Да предложи практически решения за преодоляване на езиковия спор;
- Да покаже нагледно какви са приликите и разликите както в рамките на диалектното богатство и различните писмени норми на българския език, така и спрямо други езици от славянската група.